# Hanawa (Fukushima)
Hanawa (塙町 Hanawa-machi?) es un pueblo localizado en la prefectura de Fukushima, Japón. En junio de 2019 tenía una población de 8.421 habitantes y una densidad de población de 39,8 personas por km². Su área total es de 211,41 km².

## Geografía

### Municipios circundantes
- Prefectura de Fukushima
  - Tanagura
  - Yamatsuri
  - Samegawa
- Prefectura de Ibaraki
  - Takahagi
  - Kitaibaraki
  - Hitachiōta

## Demografía
Según datos del censo japonés, la población de Hanawa ha disminuido en los últimos años.
| Año del censo | Población |
| ------------- | --------- |
| 1995          | 11.743    |
| 2000          | 11.296    |
| 2005          | 10.619    |
| 2010          | 9.884     |
| 2015          | 9.157     |